# Кубок России по русским шашкам среди женщин 2014
Кубок России по русским шашкам среди женщин 2014 года прошёл с 31 мая по 9 июня в г. Сочи, п. Лоо КСКК «АКВАЛОО» . Главный судья: Н. А. Клепаков (спортивный судья Всероссийской категории, г. Сочи), главный секретарь: В. А. Сурова (спортивный судья Всероссийской категории, г. Красноярск), старший судья: Г. П. Винокуров (спортивный судья Всероссийской категории г. Якутск).
Разыгрывались три комплекта наград. Кубок в трех номинациях выиграли три спортсменки. Единственная, кто выиграла две медали — золотую и серебряную — Ирина Анурина.

## Классическая программа
прошёл с 31 мая по 9 июня. 14 участниц.
 Золото — Сайыына Попова,
 Серебро — Софья Морозова,
 Бронза —  Ирина Анурина.

## Быстрая программа
прошёл 1 июня. 16 участниц.
 Золото —  Ирина Анурина
 Серебро —  Галина Бережнова
 Бронза —  Марина Боркова 

## Молниеносная программа
прошёл 2 июня. 16 участниц.
 Золото — Юлия Мосалова
 Серебро —  Кузнецова Ксения 
 Бронза —  Татьяна Тетерина